# 美人制造
《美人制造》（又名《易容术》），中国大陆湖南卫视自制情景喜劇电视剧，由于正工作室製作，楊蓉及金世佳領銜主演，集爱情，悬疑，魔幻为一体的首部古装探险戏。2014年7月开拍，并将于9月7日起湖南卫视22:00青春星期天播映，共10个单元。
本剧用《美人制造》為名在湖南卫视首播，但是在国家广播电影电视总局电视剧管理司中，卻用《易容术》之名备案，並用《易容术》之名在地方播出。

## 播出平台
| 频道     | 所在地   | 播映日期      | 播出时间                        | 备注             |
| -------- | -------- | ------------- | ------------------------------- | ---------------- |
| 湖南卫视 | 中国大陆 | 2014年9月7日  | 每周日晚22:00两集连播           |                  |
| 芒果tv   | 中国大陆 | 2014年9月7日  | 每周日晚22:00更新两集           |                  |
| 八度空间 | 马来西亚 | 2019年9月16日 | 每周一至五 18:00-18:58          | 10月11日 停播    |
| 八度空间 | 马来西亚 | 2020年8月11日 | 每周一至五 23:00-00:30 连播两集 | 一集45分钟，重播 |

## 剧情概要
唐朝中期，傲娇太医署美容圣手贺兰钧受人阴谋陷害，流落民间，与人面桃花老板娘苏莲衣再次邂逅，从此上演一系列以女追男为核心的剧情……

## 演员

### 贯穿全剧
| 演员   | 角色   | 备注                                                                                         |
| 金世佳 | 贺兰钧 | 大唐第一美容师，贯穿全剧，喜欢苏莲衣                                                         |
| 杨蓉   | 苏莲衣 | 人面桃花老板娘，女汉子，立志要嫁給贺兰钧，贯穿全剧，喜欢贺兰钧                               |
| 张哲瀚 | 裴云天 | 贺兰钧对头，首席御医，喜歡王蘭兒                                                             |
| 邓萃雯 | 武则天 | 武媚娘，中国史上第一位女皇帝                                                                 |
| 米热   | 张易之 | 武则天的男寵，白皙貌美，兼善音律歌词                                                         |
| 曹馨月 | 春花   | 歌舞坊人面桃花头牌，苏莲衣的闺蜜，姐妹团领军人物。在人面桃花被迫停业后从良，成为绸缎庄老板娘 |
| 刘海蓝 | 秋月   | 人面桃花头牌                                                                                 |

### 单元一：归来娶我可好 (第1-2集)
| 演员   | 角色   | 备注                                                     |
| 金世佳 | 贺兰钧 | 傲嬌太醫，太醫署第一聖手，被陷害後貶為庶民，被苏莲衣收留 |
| 杨蓉   | 苏莲衣 | 人面桃花老闆娘，喜歡贺兰钧                               |
| 吕佳容 | 雪姬   | 贺兰钧的前妻，與管家生下一子                             |
| 王茂蕾 | 管家   | 贺家管家，與雪姬生下一子                                 |
| 肜耀忠 | 费冲   | 官员，聯合尤坤陷害贺兰钧                                 |
| 马启光 | 尤坤   | 官员，聯合费冲陷害贺兰钧                                 |
| 王槊   | 沈大人 | 官员，女儿有龅牙，與吳大人為親家。                       |
| 韩炎达 | 吴大人 | 官员，儿子是个瘸子，與沈大人為親家。                     |

### 单元二：我不是美人 (第3-6集)
| 演员     | 角色     | 备注                                                                             |
| 袁姗姗   | 永宁公主 | 少年时女扮男装在军营里认识了狄姜，两人后来相爱，几经波折后终于与心爱之人常相厮守 |
| 罗晋     | 狄姜     | 有勇有谋的年少将军，与永宁公主坠入情网，默默守护在她身旁                         |
| 蔡蝶     | 喜儿     | 永宁公主身边的大丫鬟，被裴云天的情网所困，後因裴云天的威胁而自杀身亡             |
| 康磊     | 突厥王子 | 异国王子，好色因见永宁公主貌美，而请求武则天与其赐婚                             |
| 高基才   | 李旦     | 永宁公主的皇兄                                                                   |
| 迪丽热巴 | 倾城     | 李旦心爱的女子，後被武則天賜毒酒                                                 |

### 单元三：入心劫 (第7-11集)
| 演员   | 角色   | 备注                                                                                       |
| 苏青   | 云净初 | 曾文远的妻子，典型的工作狂                                                                 |
| 关智斌 | 曾文远 | 云净初的丈夫，入赘雲家                                                                     |
| 张芷溪 | 金玉   | 文远、净初两人間的第三者，蛇蝎心肠，原本丑陋不堪，因心生歪念亦而被裴云天利用，最后不得善终 |

### 单元四：不老传说 (第12-15集)
| 演员   | 角色     | 备注                                                                       |
| 邱心志 | 楚王爷   | 和其妻子年轻时并肩作战，相依为命，在王妃大寿的时下令要幫助妻子恢復青春容貌 |
| 杨恭如 | 陳月娘   | 楚王妃 楚王妻子，與楚王在战场上生死相依，相濡以沫，相敬如宾                |
| 李心艾 | 诸葛小仙 | 蘇蓮衣的表妹，视钱如命，不择手段为要成为有钱人，所以想要将楚王妃取而代之   |
| 沈保平 | 老王爺   | 楚王爺之父                                                                 |
| 杨旭文 | 柳公子   | 柔弱书生柳公子撞上飞扬跋扈的小妖精                                         |

### 单元五：幻顏 (第16-19集)
| 演员   | 角色       | 备注 |
| 王力可 | 阿九       | 九姑娘，琅琊阁面具杀手，昔日的恋人是阿七，被裴雲天派到贺兰钧身邊當臥底，後來喜歡上贺兰钧，两个人之间产生情愫，最後犧牲自己的性命救了蘇蓮衣。                                     |
| 黄明   | 阿七       | 殺手，阿九昔日的戀人，一次琅琊阁試煉中跳崖自殺，但被琅琊阁阁主所救並冰封起來，後仍背叛阿九，最後被琅琊阁阁主所殺。                                                               |
| 季晨   | 琅琊阁阁主 | 心狠手辣，十分愛錢，極愛金子，與裴雲天聯手對付贺兰钧，但最終被阿九殺死。 |
| 刘忻   | 脱不花     | 来自楼兰的职业美容师被当成女皇的礼物送给洛阳，女皇怕被间谍监视，推说自己的美容师天下无敌，由此展开了三场神秘的美容斗法，分别是斗香、斗妆、斗服饰，最後仍輸給了贺兰钧，返回楼兰。 |
| 薛佳凝 | 南安縣主   | 被裴雲天捉至人面桃花，唆使贺兰钧將其殺害以救蘇蓮衣，但陷害贺兰钧的計謀並未得逞。                                                                                                 |

### 单元六：人皮面具 (第20-22集)
| 演员   | 角色     | 备注 |
| 邓莎   | 东方秀   | 布料店老闆的女兒，心地善良，但相貌醜陋，不討人喜愛，一次意外中救了武敏之，喜歡武敏之，後因怕長相醜陋請裴雲天用人皮面具改造其面貌，後因其而失去武敏之。 |
| 毛林林 | 东方青   | 布料店老闆的女兒，東方秀同父異母的妹妹，長相好看，喜歡武敏之，趁機假冒成東方秀接近武敏之，後得知武敏之的計劃後而背叛其。 |
| 陈翔   | 武敏之   | 韓國夫人武順之子，武則天之姨甥 行刺武則天時，弄傷了眼睛，後來被東方秀所救，後因東方秀的善良而愛上她。 因認為武則天殺害了其母(韓國夫人)及其妹(賀蘭瑤)而要向武則天報仇 企圖利用婚禮刺殺武則天，因東方青與行刺失敗後被判發配雷州，後在賀蘭鈞与蘇蓮衣幫助下與東方秀逃走 實為武則天有意放走他 |
|        | 韓國夫人 | 武則天之姊，賀蘭敏之之母 於武則天為皇后忙於朝政時与李治通姦 後病逝 僅為口述出現 |
|        | 賀蘭瑤   | 瑤兒(武則天稱) 認為武則天毒殺其母，因而勾引李治，企圖為母報仇 一次企圖以毒酒毒害武則天，被武則天揭發後逼迫喝下自己調的毒酒而中毒身亡 僅為口述出現 |

### 单元七：公主的秘密 (第23-24集)
| 演员   | 角色     | 备注 |
| 应采儿 | 太平公主 | 武则天十分疼愛的女儿，於十七歲時風光下嫁薛紹，與薛紹有段刻骨铭心的感情，後因薛氏一族陰謀反之罪抄家，太平公主之子训儿本应和薛氏一起上断头台，但为了儿子不得不嫁给武攸暨，後因武攸暨對她的真心相待，才解開對武攸暨的誤會。 |
| 潘粤明 | 武攸暨   | 太平公主第二任駙馬，深愛著太平公主，為了救公主所以左眼被猛虎攻擊受傷失明，也经常私下为太平公主试毒，他凡事亲力亲为就是怕他人伤害太平。                                                                                   |
| 杜淳   | 薛绍     | 太平公主第一任駙馬，两人非常恩爱，薛绍後因被牽連死於逆謀之罪，臨終前將太平公主跟训儿託付給武攸暨。 |
| 王双   | 敏慧縣主 | 太平公主的表妹，喜歡和太平公主競爭，喜歡武攸暨。 |
|        | 薛崇训   | 薛绍與太平公主之子。 |
| 高雨儿 | 春桃     | 薛家婢女，满怀仇恨想要為薛氏報仇，差點殺害太平公主，但未得逞。 |

### 单元八：千金迷途 (第25-26集)
| 演员   | 角色   | 备注 |
| 刘小小 | 王若梅 | 真正的宰相千金，名張天瑜，生母為宰相小妾阿寧，幼時被乳母送至鐵門鎮庵堂，後被兰兒父母收養於永盛客棧。為替生母和養父母報仇，用計回宰相府毒死張夫人，最後服毒身亡。 |
| 叶子淇 | 王兰兒 | 個性莽撞，但性情單純善良，沒有心機，喜歡裴雲天。 |
| 王建新 | 張柬之 | 宰相，18年間不停尋找走失的女兒張天瑜。 |
| 刘一祯 | 张夫人 | 張易之的表姊，張柬之宰相的夫人，因不孕失寵而出計陷害小妾阿寧，因愧疚而終日心神不寧，導致產生心病及潰瘡，最後被若梅下毒致死。                                     |
| 李橹进 | 趙媽   | 張夫人身邊的貼身仕女。 |
|        | 玉良   | 良嬸，宰相府的乳母，最後被若梅利用觀音像下毒致死。 |
| 安悦溪 | 阿寧   | 張柬之小妾，為張天瑜之生母，懷孕期間於一日被劫，後幽於張府地窖中，生下孩子後即被掐死。                                                                           |

### 单元九：詭異新娘(第27-28集)
| 演员   | 角色   | 备注                                                  |
| 宗峰岩 | 武三思 | 武則天姪子                                            |
| 岳菁蔚 | 錦娘   | 武夫人 一心想替死去的兒子尋找冥婚對象，最終看上蘇蓮衣 |
| 盛子明 | 喬書宇 | 為了替自己妹妹報仇而進入武家的畫師                    |
| 吳弘   | 武崇樂 | 武家次子                                              |

### 单元十：戀人歸來(第29-30集)
| 演员   | 角色   | 备注                                                         |
| 叶祖新 | 袁客师 | 因为接受不了林诺之死而选择躲避，而将苏莲衣以催眠术幻化成林诺 |
| 甘婷婷 | 林诺   | 袁客师未婚妻                                                 |
| 杨蓉   | 林诺   | 袁客师未婚妻                                                 |
| 宗峰岩 | 武三思 |                                                              |
| 卜冠之 | 李显   | 武則天親子，廬陵王                                           |
| 李晨   | 袁天罡 | 袁客师之父                                                   |
| 马苏   | 杨氏   | 武则天之母                                                   |
| 马尔晨 | 現代人 | 時空管理局派來接賀蘭鈞回現代的人                             |

## 收視率

### 湖南卫视首播收視率
| 中国大陆 湖南卫视 首播收视率 |                |        |          |                   |
| 集數                         | 播出日期       | 收视率 | 收视份额 | 備註              |
| 1-2                          | 2014年9月7日   | 0.904  | 4.180    |                   |
| 3-4                          | 2014年9月14日  | 0.511  | 2.593    |                   |
| 5-6                          | 2014年9月21日  | 0.472  | 2.441    |                   |
| 7-8                          | 2014年9月28日  | 0.463  | 2.516    |                   |
| 9-10                         | 2014年10月5日  | 0.743  | 3.670    |                   |
| 11-12                        | 2014年10月19日 | 0.492  | 2.940    |                   |
| 13-14                        | 2014年10月26日 | 0.446  | 2.425    |                   |
| 15-16                        | 2014年11月2日  | 0.444  | 2.469    |                   |
| 17-18                        | 2014年11月9日  | 0.443  | 2.497    |                   |
| 19-20                        | 2014年11月16日 | 0.549  | 2.931    |                   |
| 21-22                        | 2014年11月23日 | 0.622  | 3.411    |                   |
| 23-24                        | 2014年11月30日 | 0.592  | 3.114    | CSM50城数据缺烟台 |
| 25-26                        | 2014年12月7日  | 0.353  | 1.800    |                   |
| 27-28                        | 2014年12月14日 | 0.428  | 2.388    |                   |
| 29-30 （大結局）             | 2014年12月21日 | 0.708  | 4.236    |                   |
| 平均收视                     | 平均收视       | 0.545  | 2.907    |                   |

1. 数据由广视索福瑞提供，调查范围为四岁以上之观众。
2. 以上收视排名不包括央视在内。
3. 资料来源：Kimi_冲、克顿传媒数据中心、卫视这些事儿、卫视小露电、青春剧透社
4. 全国网周末/节假日收视及排名计算为平均值。

## 宣傳活動
| 播出時間       | 活動           | 出席演員                                 |
| -------------- | -------------- | ---------------------------------------- |
| 2014年9月13日  | 《快樂大本營》 | 于正、金世佳、張哲瀚、關智斌、羅晉、米热 |
| 2014年10月18日 | 《我们都爱笑》 | 金世佳、杨蓉、张哲瀚                     |

## 涉嫌抄襲風波
《美人制造》被悬疑小说作家周浩晖告上法庭，涉嫌抄袭小说《邪恶催眠师》。周浩晖还在微博贴出代理人和湖南经视工作人员的聊天记录，称电视台曾欲买下小说版权，未果后纵容于正抄袭。

## 外部連結
- 《美人制造》官方微博 （页面存档备份，存于）
- 《美人制造》观剧报告 网易娱乐中心 （页面存档备份，存于）

^ a. 因金鹰节10月12日暂停播出